# Hohes Venn

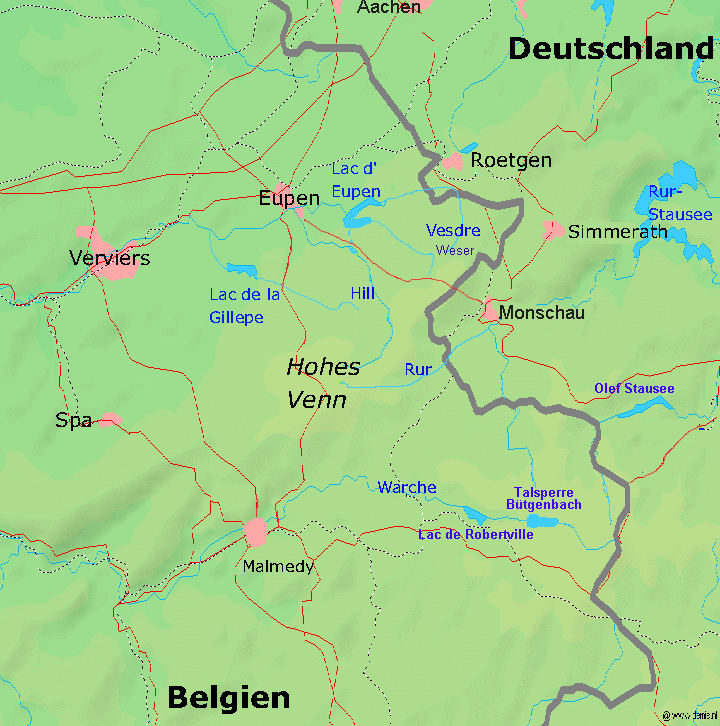
Karte des Hohen Venns

Das Hohe Venn (gesprochen: Fenn) (französisch Hautes Fagnes, niederländisch Hoge Venen) ist eine grenzübergreifende, schildförmig gewölbte Hochfläche in Deutschland und Belgien mit einer Ausdehnung von über 600 km². Davon liegen 133 km² in Deutschland. In Belgien sind rd. 54 km² (5368 ha) Vennfläche in staatlichem Besitz als domaniale Naturschutzgebiete des Hohen Venns unter Naturschutz gestellt, nachdem es 2018 auf belgischem Staatsgebiet um 5 km² gewachsen ist. 2021 wurde seitens der belgischen Forstverwaltung (Forstämter Malmedy, Elsenborn und Eupen) vorgeschlagen, das Naturschutzgebiet Hohes Venn um weitere 840 ha auf 6211 ha zu vergrößern. Aktuell (2022) durchläuft das Vorhaben die Realisierungsphase.
Große Flächen sind als Hochmoor ausgebildet, wovon sich auch der Name ableitet: Venn, Fenn (niederländisch Veen) für Moor (allerdings englisch fen für Niedermoor). Mit 694 m O.P. ist die Botrange sowohl die höchste Erhebung im Hohen Venn als auch der höchste Berg in Belgien.
Geologisch gehört das Hohe Venn zum linksrheinischen Teil des Rheinischen Schiefergebirges, wie auch die angrenzenden Ardennen und die Eifel sowie der südlich der Mosel gelegene Hunsrück.
Naturräumlich bildet es die Haupteinheit 283 als Teil der Ardennen/Westeifel (Haupteinheitengruppe 28).
Seit 2008 steht der belgische Teil des Hohen Venns auf der belgischen Tentativliste von UNESCO-Welterbe-Stätten.

## Geografie
- Karte mit allen Koordinaten – Ausdehnung Hohes Venn:
- OSM |
- WikiMap

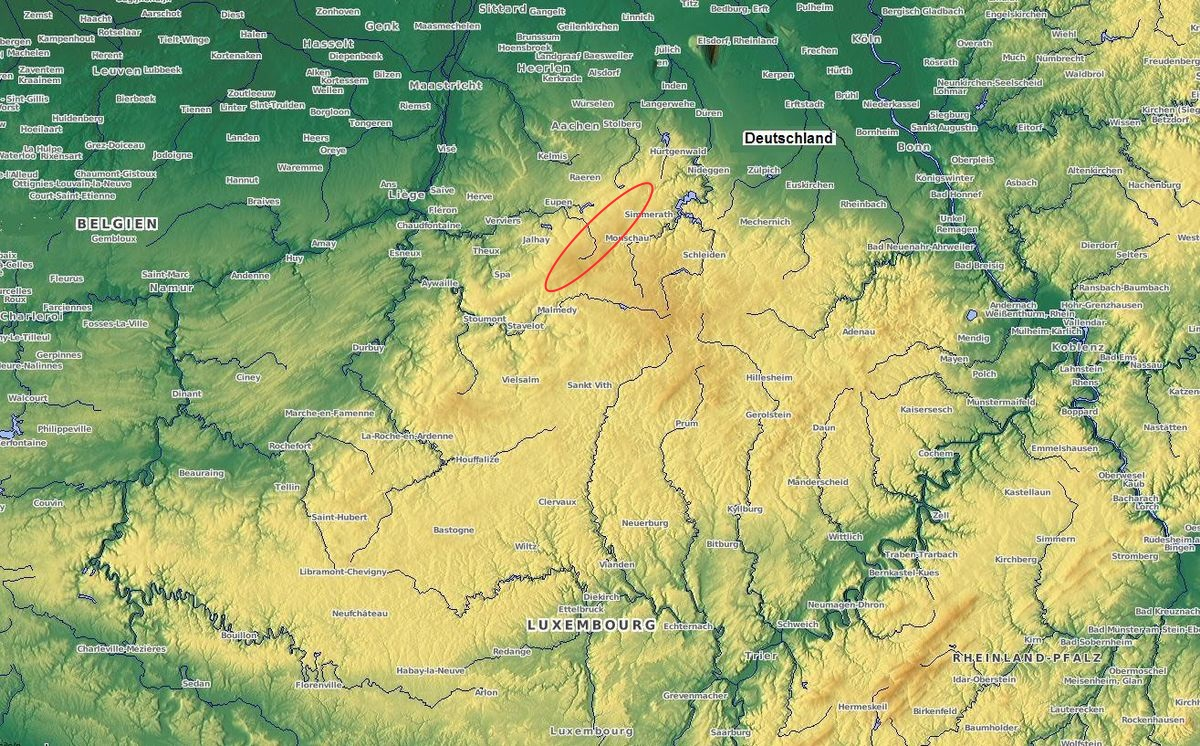
Bergland der Ardennen und der Eifel, die Ellipse markiert die Lage des Hohen Venns.

Das Hohe Venn besteht aus den naturräumlichen Einheiten
- Vennplateau
- Nördliche Vennabdachung
- Rurquell-Hochfläche
- Bergland der oberen Warche (Südliche Venn-Vorfläche)
- Östliche Hochardennen

Das Venn erstreckt sich
- auf deutscher Seite von Schevenhütte im Norden, dem Wehebachtal und dem Kalltal folgend bis Lammersdorf im Süden, nach Nordwesten bis etwa zur Landesgrenze bei Schmithof und wieder nach Schevenhütte[6]
- auf belgischer Seite von Spa im Westen bis Malmedy im Süden.

Die geografischen Koordinaten des Hochlandes liegen etwa zwischen 50° 46′ 10″ N, 6° 19′ 31″ O und 50° 44′ 3″ N, 6° 23′ 25″ O sowie zwischen 50° 29′ 29″ N, 5° 52′ 0″ O und 50° 25′ 32″ N, 6° 2′ 0″ O.

Das Hohe Venn gehört zum Naturpark Hohes Venn-Eifel und liegt einerseits in der wallonischen Region in Ostbelgien teilweise auf dem Gebiet französischsprachiger Gemeinden und der Deutschsprachigen Gemeinschaft, andererseits in Nordrhein-Westfalen im Gebiet der Orte Roetgen, Monschau, Simmerath, Hürtgenwald, Langerwehe und Stolberg.
Das Umfeld ist geprägt von heckenumsäumten, hügeligen Wiesenlandschaften, Wäldern sowie verstreut liegenden Dörfern und Bauernhöfen. Die Häuser sind wetterseitig mit bis zum Boden reichenden Dächern versehen. Haushohe Hecken bieten Schutz vor der besonders im Winterhalbjahr oft windigen und feuchten Witterung.
Als Vennvorland wird das niedrigere Gebiet südöstlich von Aachen bezeichnet.

### Klima und Hochmoore
Das Klima ist für mitteleuropäische Verhältnisse rau – im Jahresmittel wesentlich kühler als das Umland – und allgemein wolken-, regen- und schneereich. Die Höhen von Eifel und Ardennen sind das erste Mittelgebirge, auf das feuchte, atlantische Luft von Westen her trifft. Dabei steigen diese Luftmassen auf, kühlen ab und entladen die Feuchtigkeit, sodass es zu Steigungsregen in Form von Regen oder Schnee kommt. Die durchschnittliche jährliche Niederschlagsmenge beträgt 1400 bis 1500 mm mit einem Maximum im Dezember und Januar und einem Minimum im Mai. Tage mit Regen- oder Schneefall gibt es im langjährigen Mittel etwa 220 bis 230 im Jahr. An etwa 160 bis 177 Tagen tritt Nebel auf (Sichtweite 1000 m oder weniger), Schnee liegt im Schnitt an etwa 70 bis 80 Tagen.
Trotz des allgemein nassen Klimas treten mitunter auch längere Trockenphasen auf, vorwiegend im Frühjahr und Frühsommer, was im Extremfall zu Bränden des Torfbodens führt. So brannte es im Sommer 2004 auf einer Fläche von 200 ha und im April 2011 bei einem Großbrand sogar auf 10 km².
Der meiste Schnee fällt von Januar bis März, der lokalen Hauptsaison für den Wintersport. Eine dünne Schneedecke wurde auf der Vennhochfläche allerdings in wenigen Fällen auch schon im Oktober und im Mai beobachtet.
In früheren Zeiten glich die Speicherwirkung der vielen Hochmoore den Wasserabfluss jahreszeitlich weitgehend aus und bewirkte eine konstantere Wasserführung der Bäche.

### Talsperren
Es wurden zahlreiche, zum Teil untereinander verbundene Talsperren gebaut, die das Wasser zur Trinkwasser- oder Stromerzeugung nutzen und regulieren. Das Venn-Wasser wird den Bewohnern und der Wirtschaft im Umkreis von rund 80 km zur Verfügung gestellt.
- Wesertalsperre bei Eupen (Trinkwasser)
- Gileppetalsperre bei Eupen (Trinkwasser)
- Bütgenbacher Talsperre (Stromerzeugung)
- Robertviller Talsperre (Stromerzeugung und Trinkwasser)
- Kalltalsperre bei Simmerath (Trinkwasser); Vennplateau, Naturraum Nr. 280.0
- Dreilägerbachtalsperre bei Roetgen (Trinkwasser); nördl. Vennvorland, Naturraum Nr. 280.1
- Wehebachtalsperre nördl. Vennvorland, Naturraum Nr. 280.1
- Perlenbachtalsperre bei Monschau (Trinkwasser und Stromerzeugung)

## Geologie
Das Gebiet des Hohen Venn wird geologisch dem Massiv von Stavelot zugeordnet. Der von Südwest nach Nordost verlaufende flache Höhenrücken besteht im Zentrum aus kambrischen Schichten des Revin (vor ca. 500 Millionen Jahren). Das oberste Revin besteht aus dünnblättrigen Schiefern, die zu einem fast wasserundurchlässigen, kalkfreien Boden verwittern. Diese Verwitterungsprodukte füllen flache Senken aus und bilden den Untergrund für Moore, die sich infolge der positiven Wasserbilanz (geringerer Abfluss als Niederschlag) und den niedrigen Jahresmitteltemperaturen nach der letzten Eiszeit gebildet haben. Die tieferen Revinschichten sind reich an quarzitischen Sandsteinen. Sie treten im Zentralgebiet des Venns als sogenannte Vennwacken häufig zu Tage.
Die Erhebungen des Venns sind Härtlinge, die im Wesentlichen aus diesen Quarzit-Sandsteinen bestehen: Botrange, Pannensterz, Richelsley, Steling, Kaiser Karls Bettstatt, Hoscheit und Langschoß. Unter Geologen bekannt ist auch der Vennporphyr.
Im Silur (vor ca. 440 Millionen Jahren) wurden die kambrischen Schichten aufgefaltet und in späteren erdgeschichtlichen Perioden durch Erosion wieder eingeebnet. Der Rumpfsockel bildete häufig eine Insel, doch oft vom Meer überspült. Zuletzt wurde das Gebiet in der Oberen Kreide (vor ca. 100 Millionen Jahren) überflutet. Feuersteine als Relikte der Kreidezeit findet man im Vennbereich unter anderem bei Hattlich. Seit dem Pliozän (vor 5 bis 1,8 Millionen Jahren) hebt sich das Gebiet in Phasen, was man an der Terrassenbildung der Rur bei Rurberg, Dedenborn (beide Gemeinde Simmerath) und Monschau-Widdau sehen kann.

### Flora und Fauna

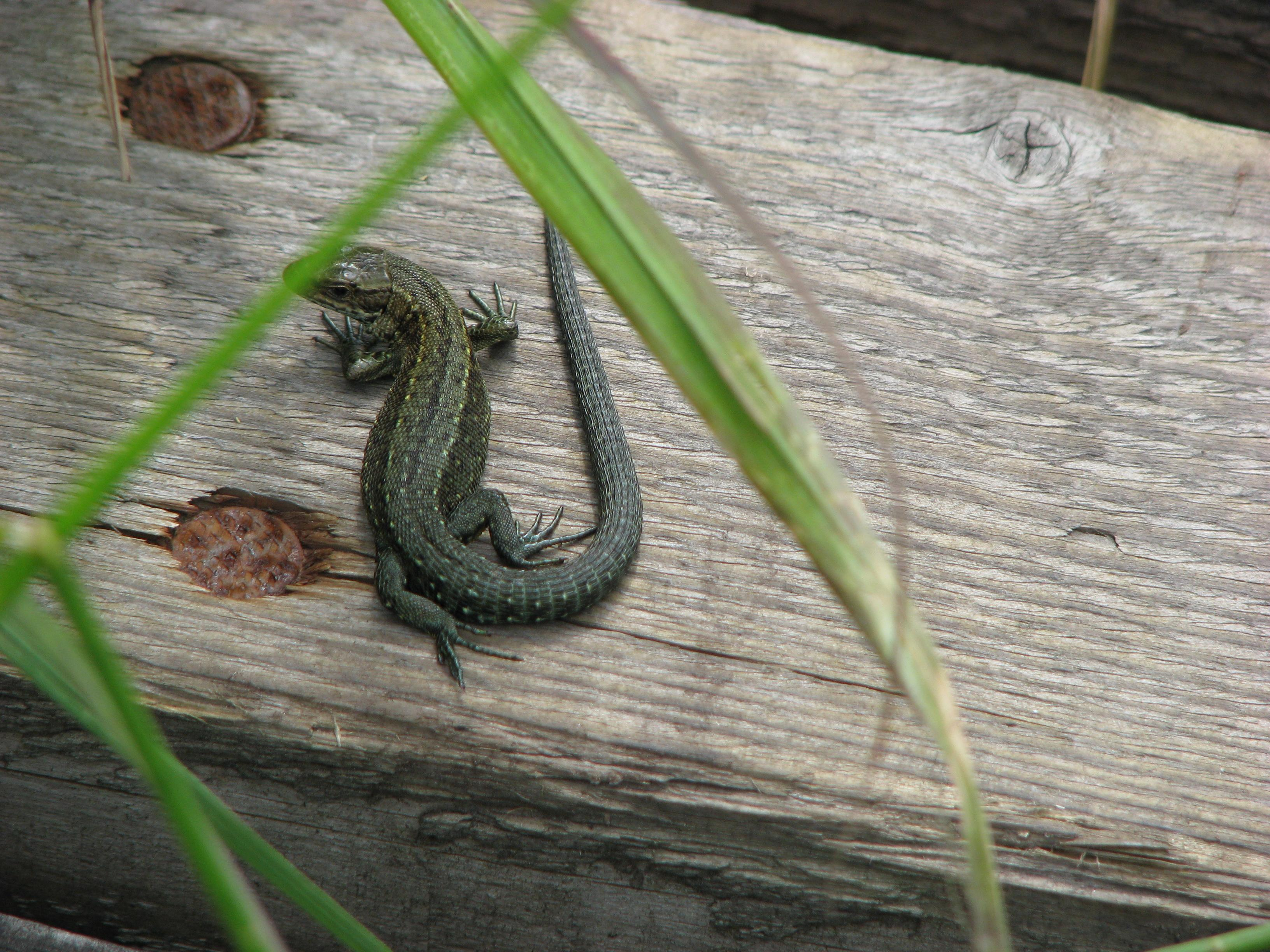
Waldeidechse (Zootoca vivipara) auf einem Holzsteg im Venn
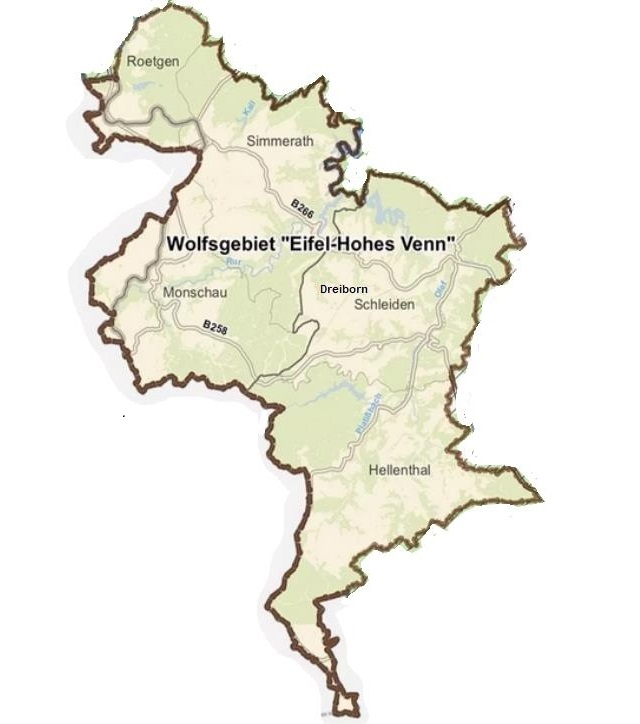
Wolfsgebiet Hohes Venn-Eifel. Deutscher Teil

Der typische Bewuchs sind Heidepflanzen wie Besen- und Glockenheide, aber auch eine zum Teil alpine beziehungsweise boreale Flora, wie das Gefleckte Knabenkraut, Lungen-Enzian, Sonnentau, Moosbeere, Wollgras. Da die Beweidung in den letzten Jahrzehnten untersagt war, verbreiten sich immer mehr buschige Sträucher und das Pfeifengras. Südlich des Hohen Venns, im Nationalpark Eifel, liegen ausgedehnte Wild-Narzissen-Wiesen, die in dieser Ausprägung einzigartig in Deutschland sind. Auf belgischer Seite befinden sich große Wildnarzissenwiesen im Holzwarchetal (Nebenfluss der Warche) in der Gemeinde Büllingen und im Rurtal.
Die Schutzzonen gelten auch den Birkhühnern, die sich nur langsam vermehren und beim Balzen ungestört bleiben müssen. Seit dem Jahr 2003 sind wieder erste Luchse und Biber ausgemacht worden, 2013 auch die seltene Kreuzotter. 2018 wurde erstmals ein Wolf gesichtet. Seit Juli 2019 ist die Eifel um Monschau die dritte Region in Nordrhein-Westfalen, in der ein Wolf sesshaft geworden ist. Das vom Ministerium für Umwelt ausgewiesene Wolfsgebiet „Eifel/Hohes Venn“ ist 505 km² groß und liegt im Bereich Monschau, Hellenthal, Schleiden, Simmerath und Roetgen. Daran grenzt auf belgischem Gebiet ein im Februar 2022 auf 57,9 ha erweitertes „Wolfsgebiet“ (französisch Zone de Présence Permanente du Loup).

### Palsen

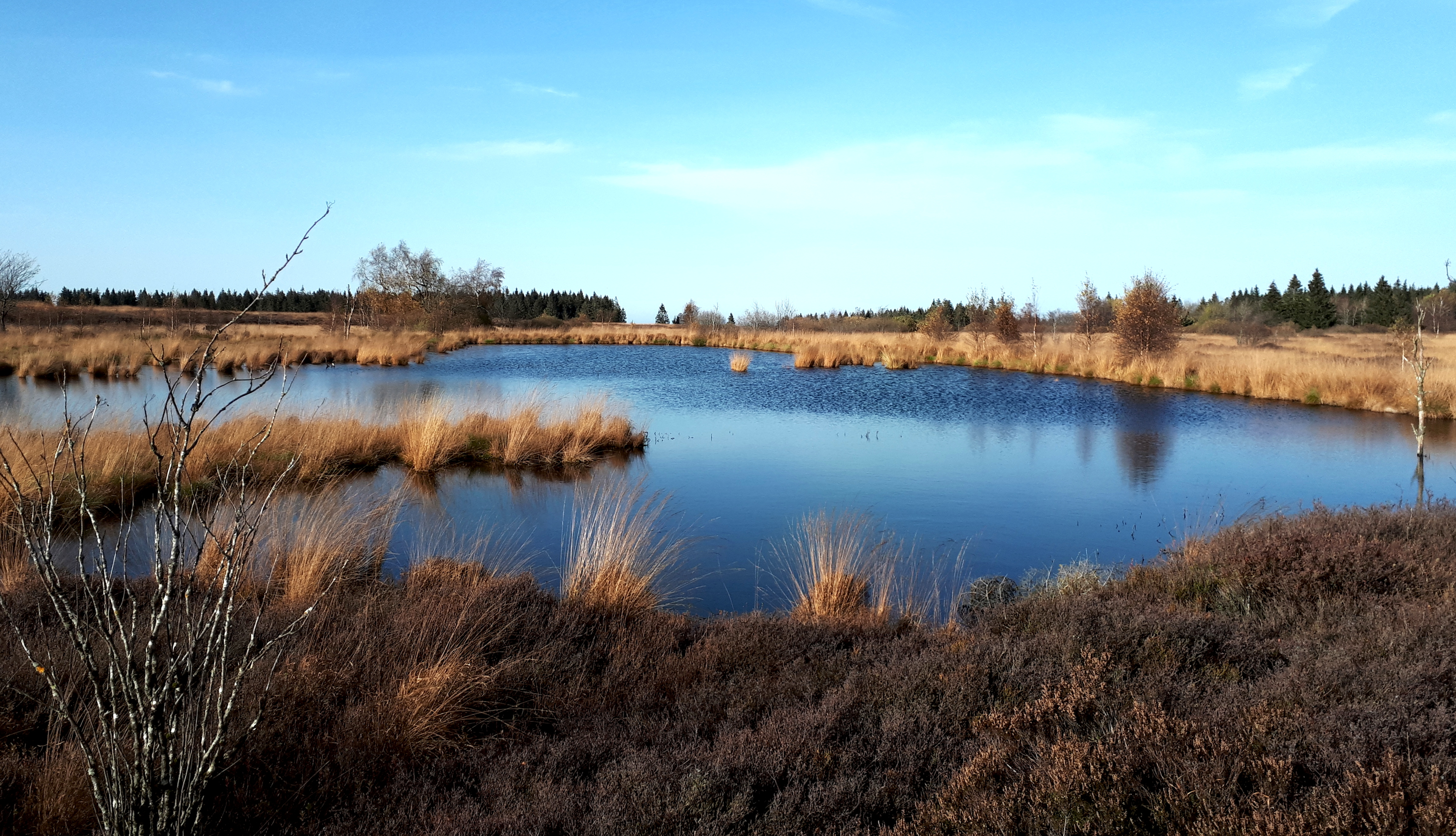
Palsen mit Brackvenn

Eine weitere Besonderheit sind die auf ca. 2000 ha zu findenden Palsen. Diese Reste von periglazialen Hydrolakkolithen sind heute ringförmige Wälle, die einen Moortümpel oder verlandeten Moortümpel umschließen. Die Höhe dieses Ringwalls kann je nach Erhaltungszustand durchaus einen Meter und mehr betragen. Der Durchmesser kann auf ebenem Gebiet bis zu 50 m betragen; an Hängen sind längliche Strukturen von einigen 100 m Ausdehnung gefunden worden.
Palsen weisen auf periglaziale Prozesse während der letzten Eiszeiten im Hohen Venn hin. Das Hohe Venn war nicht vereist, hatte aber einen hohen Anteil an Permafrostböden.

## Tourismus

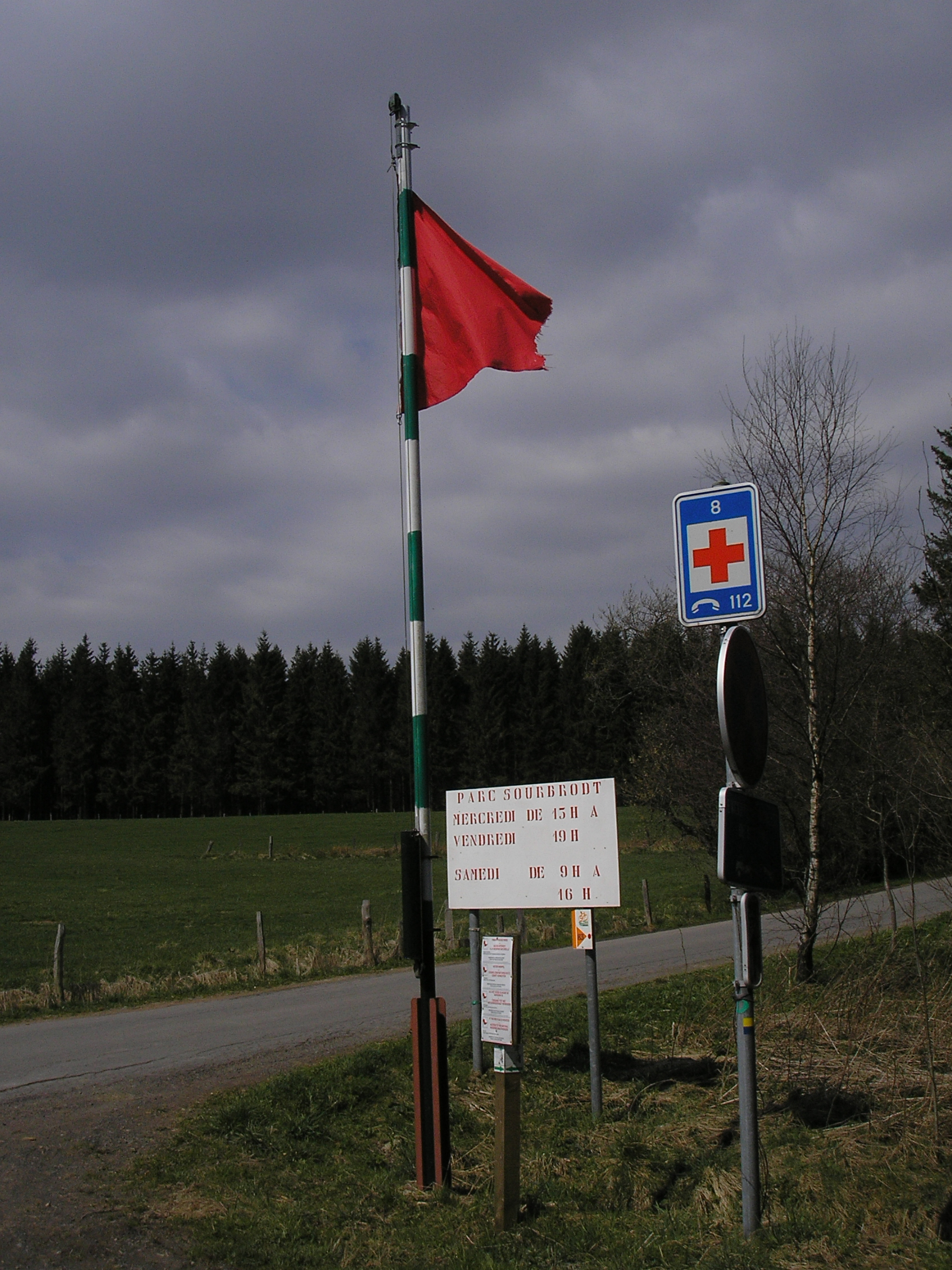
Rote Flagge
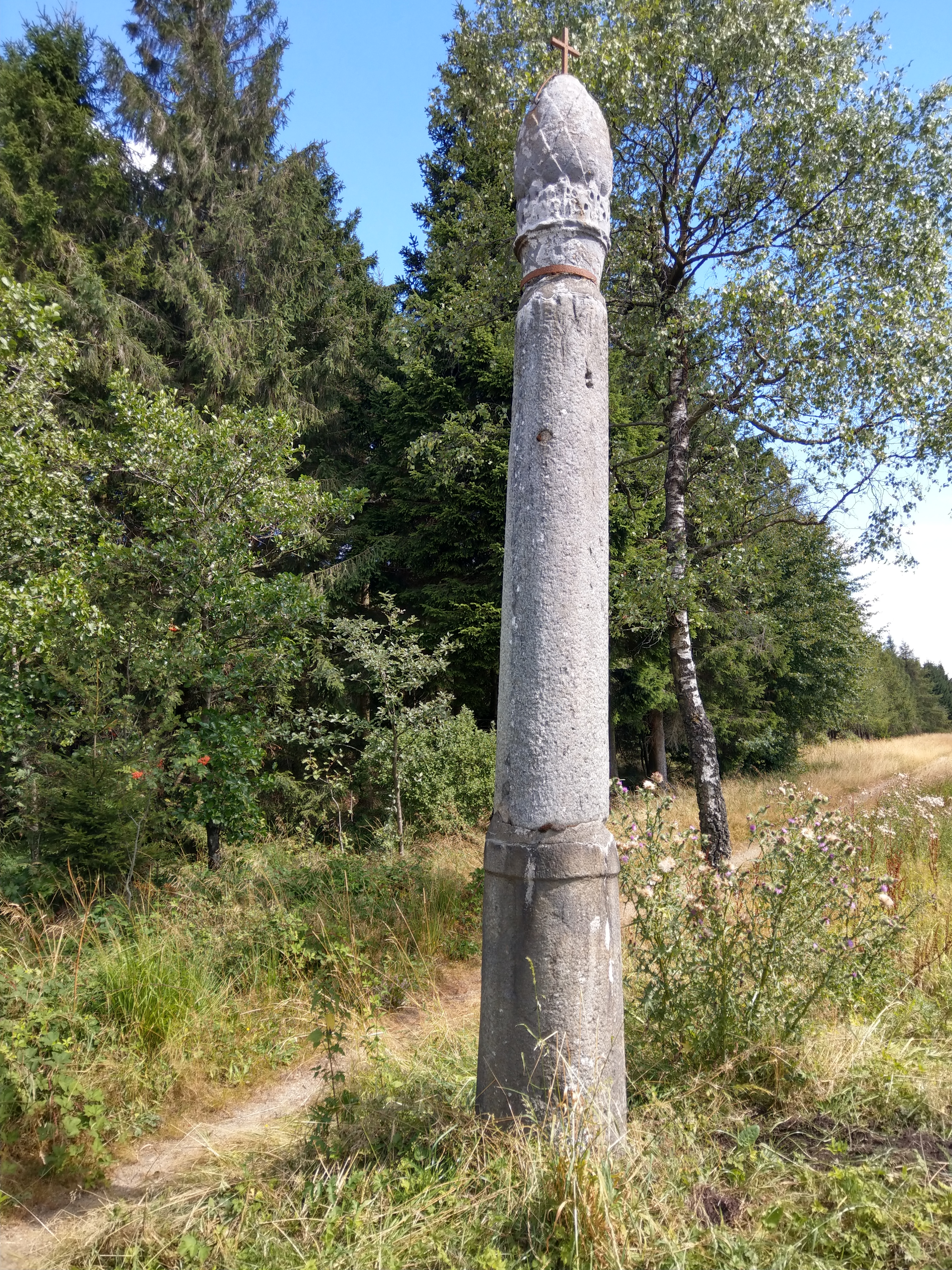
Der Boulté, auch Boultay geschrieben, gilt als Wahrzeichen des Hohen Venns

Es gibt zahlreiche ausgewiesene Wanderrouten – teils mit festem Untergrund, aber auch auf Holzstegen. Der ostbelgische Fernwanderweg GR 56 führt durch einen Teil des Hohen Venn. Beliebte Ausgangspunkte für lokale Wanderungen sind Baraque Michel, Mont Rigi und Botrange. Ein Teil der Holzstege wurde bei dem Großbrand am 25. April 2011 zerstört. Inzwischen wurden die Holzstege teilweise wieder aufgebaut.
Einige Regeln sind zu beachten, so darf man ausgewiesene Zonen zum Schutz seltener Tiere nicht ohne Naturführer betreten. Es gibt insgesamt vier Zonen für die Zugangsberechtigung: Die Zone A umfasst das Gebiet, das für den Wanderer frei zugänglich ist. Unter der Bezeichnung Zone B versteht man das Gebiet, das für den Besucher auf markierten Wegen frei begangen werden kann. Die Zone C hingegen darf nur in Begleitung eines anerkannten Naturführers begangen werden und die Zone D ist für den Besucher gänzlich gesperrt. Zu bestimmten Zeiten kann die Forstverwaltung große Teile der Vennflächen (zum Beispiel wegen Brandgefahr) absperren. Es werden dann rote Flaggen im gesamten Venngebiet aufgezogen. Das Polleur-Venn ist von dieser Regel ausgenommen. Der Siebenstern bildet das Emblem des unter Naturschutz stehenden Gebietes.
Im Winter ist bei entsprechender Schneeauflage im Hohen Venn Skilanglauf möglich. Es gibt zahlreiche Loipen, die entweder gespurt sind, wie auf Mont Rigi oder am Haus Ternell, oder ungespurt und gemeinsam mit Spaziergängern zu benutzen, wie am Signal de Botrange.
Das Hohe Venn wird von der Vennbahn berührt, einer inzwischen stillgelegten Eisenbahnstrecke im deutsch-belgischen Grenzgebiet, welche mittlerweile zum internationalen Vennbahnradweg umgebaut wurde.
Am Rande des Venn, auf dem Felsen der Richelsley steht das Kreuz im Venn, das an den Mönch Stephan Horrichem erinnert.
Der höchste Punkt des Hohen Venns liegt im südlichen Teil der Naturparks am Signal de Botrange. Auf Wunsch des belgischen Königs Albert I wurde dort der Baltia-Hügel aufgeschüttet. Über eine Treppe gelangt man auf ein Podest auf 700 m Höhe und erreicht damit den höchsten Punkt Belgiens.

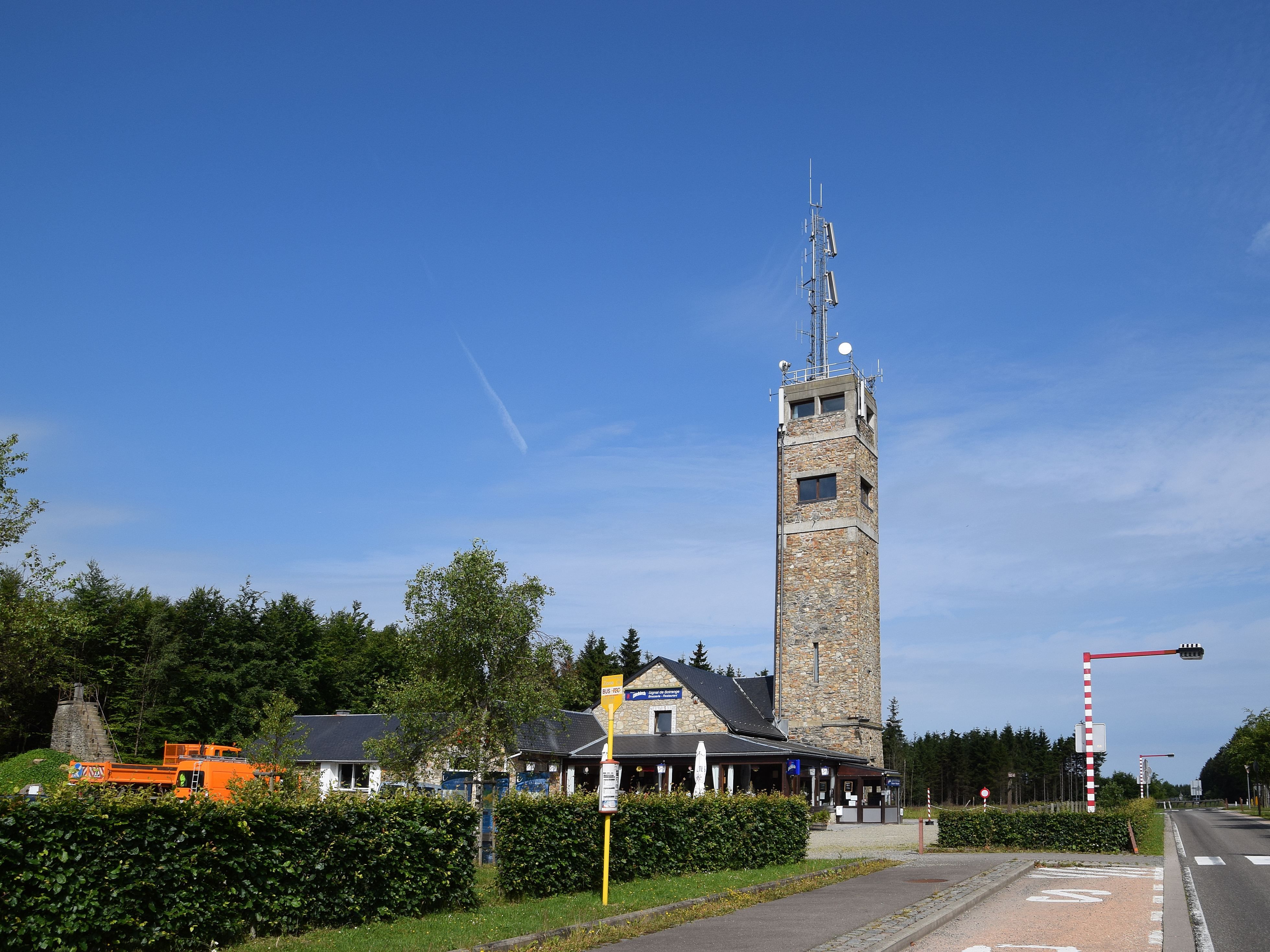
Signal de Botrange
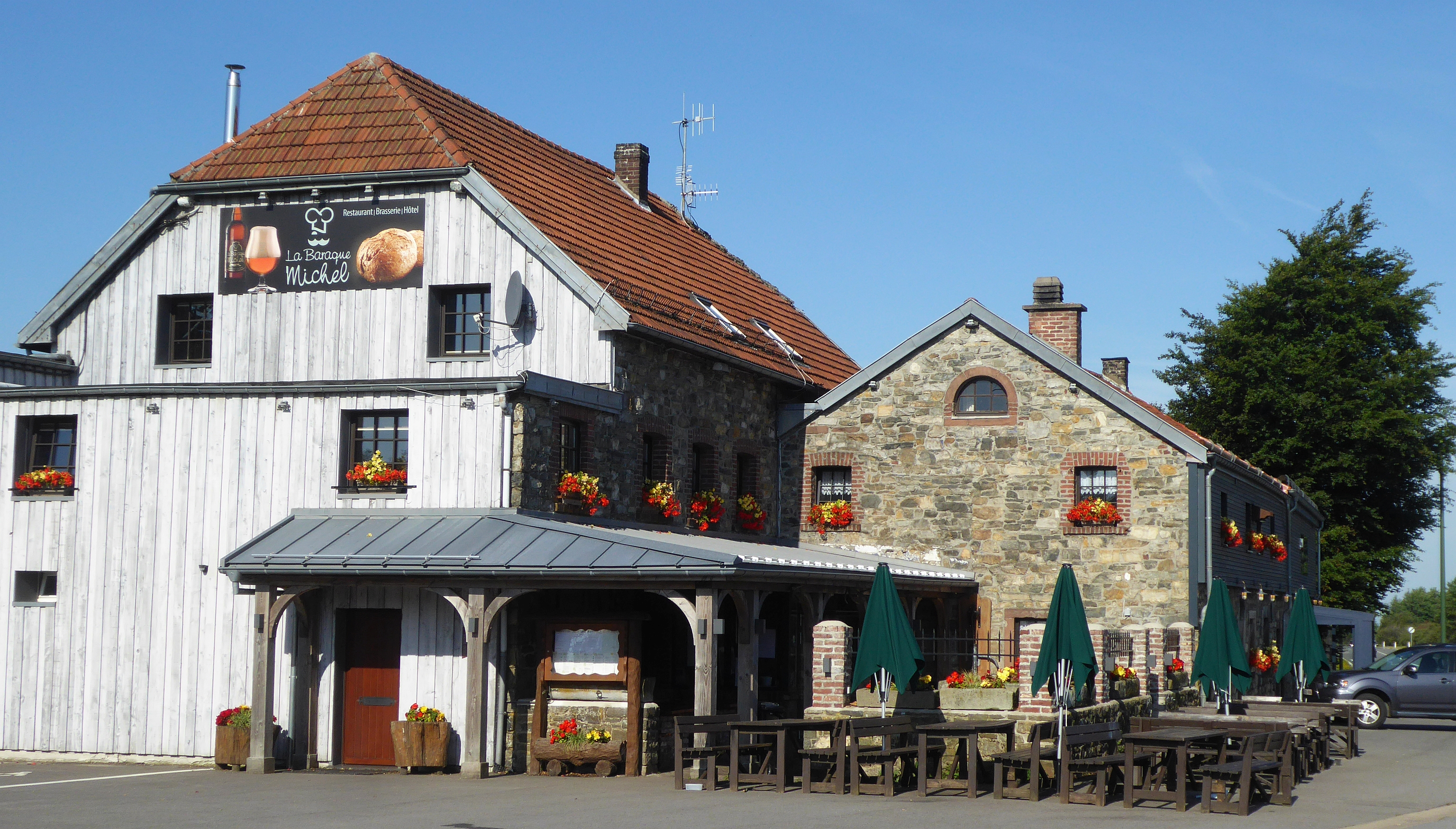
Baraque Michel
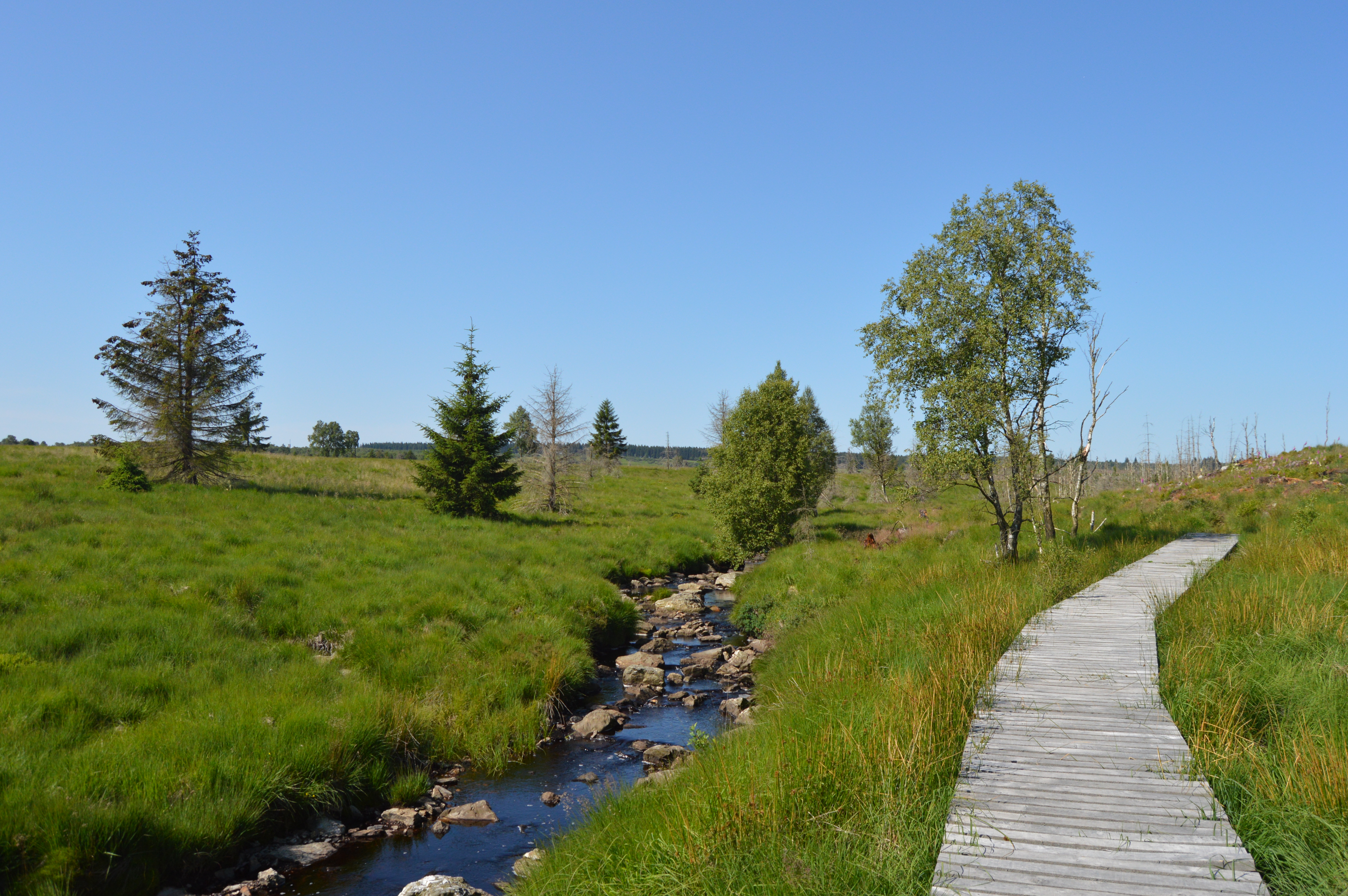
Wanderweg entlang der Hill
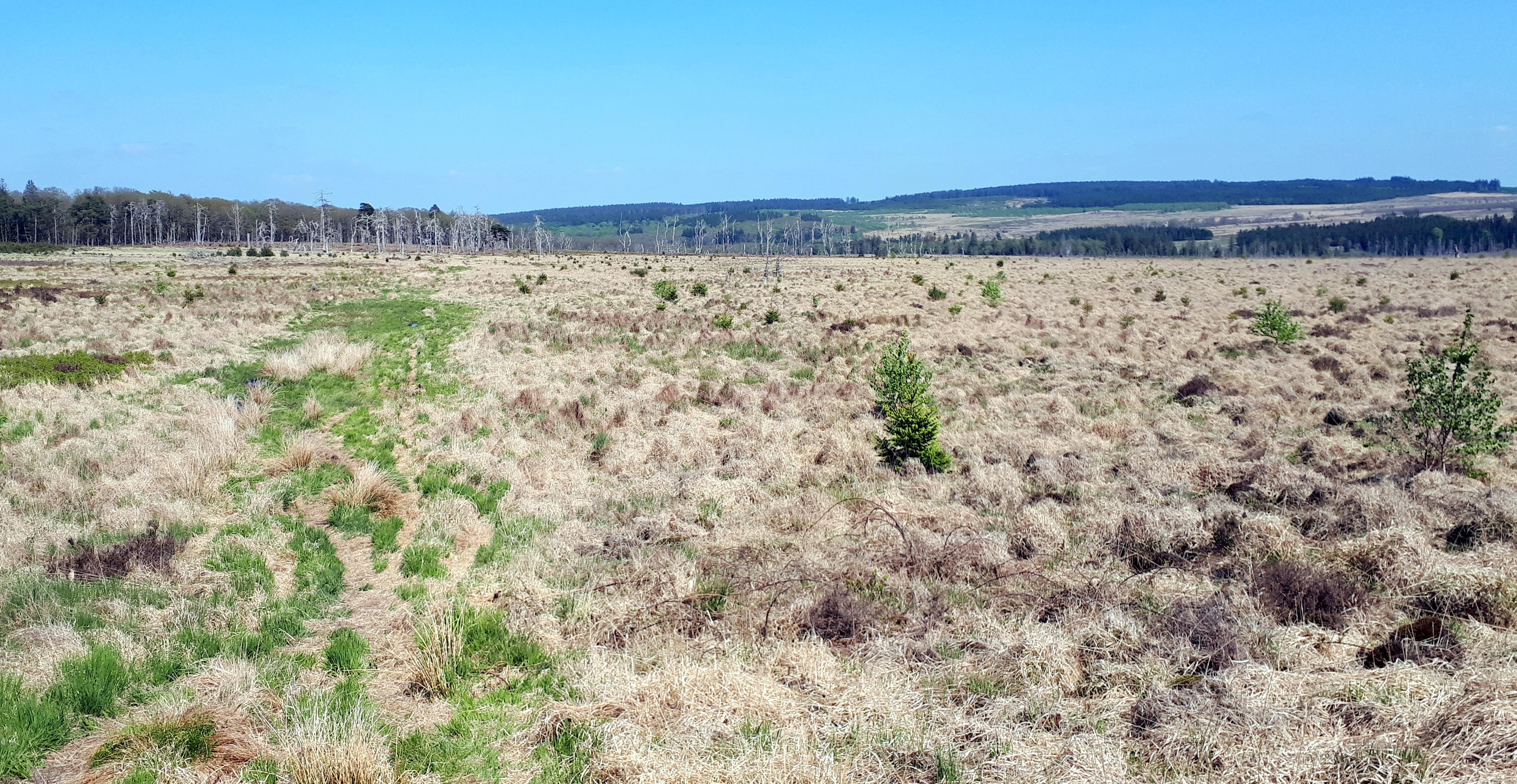
Vennhochfläche Noir Flohay
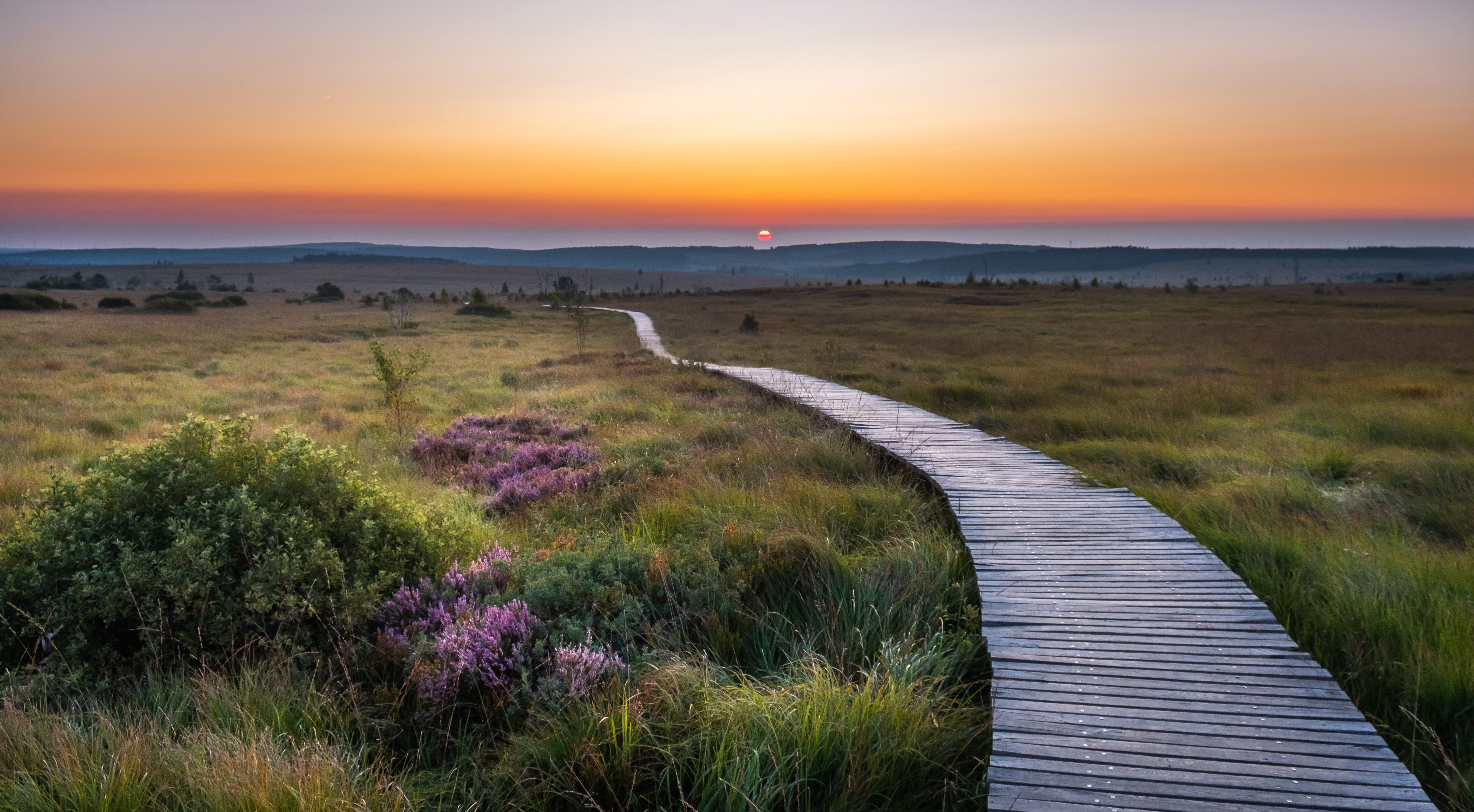
Sonnenaufgang im Wallonischen Venn

Gern wird mit der Aussage „größtes Hochmoor“ Europas geworben. Dies ist allerdings falsch: Die Moore in der Diepholzer Moorniederung in Niedersachsen sind deutlich größer und beide Gebiete werden von den Hochmoorregionen Schottlands und Irlands um ein Vielfaches übertroffen.

## LIFE-Projekt Hohes Venn
Das LIFE (L’Instrument Financier pour l’Environnement) ist das 1992 ins Leben gerufene Finanzierungsprogramm, welches die Entwicklung der europäischen Umwelt- und Nachhaltigkeitspolitik unterstützt. Das LIFE-Natur-Programm widmet sich speziell dem Erhalt der Flora, der Fauna und deren Lebensräume. Dieses Programm wird ausschließlich im Natura-2000-Netzwerk entwickelt, welches die Wiederherstellung der Vernetzung zwischen den verschiedenen natürlichen Lebensräume anstrebt.
Die Heiden und Moore im Hohen Venn spielen auf europäischer Ebene eine wichtige Rolle: Erhalt der Artenvielfalt, Zufluchtsort für eine seltene Flora und Fauna, Regulierung des Wasserhaushaltes sowie die Schönheit der Landschaft. Diese Lebensräume sind allerdings seit dem 17. Jahrhundert schwer beschädigt worden:
Abbau von Torf, Trockenlegung des Bodens, unangemessene Bepflanzung mit Fichten, extreme Ausbreitung von Pfeifengras. Das LIFE-Projekt Hohes Venn zielt hauptsächlich auf die Renaturierung dieser Heiden und Moore ab.

### Maßnahmen
Abholzung von auf nassen, unproduktiven Böden gepflanzten Fichten, um Heiden und Moore zu schaffen (1130 ha), Renaturierung von Heideflächen durch das Entfernen der obersten Erdschicht oder durch Mahd. Hierdurch wird das Keimen und Aufkommen von Heidekrautgewächsen vorangetrieben (220 ha). Renaturierung von Mooren durch das Überfluten von Pfeifengras mittels Anbringen von kleinen Staudämmen oder Schließen von Drainagegräben. Hierdurch kann sich die typische Vegetation, hauptsächlich Torfmoos, wieder ansiedeln (min. 25 ha). Aufsetzen von Zäunen um die Naturverjüngung von einheimischen Laubhölzern (z. B. Stieleiche und Moorbirke) zu fördern (125 ha), sowie für den Unterhalt von Heidefläche durch Schafe (125 ha). Sensibilisierung der Bevölkerung durch Lehrtafeln, Animationen in den Schulen, Presseartikel usw.

### Resultate
- Öffnung der Landschaft und Vernetzung von biologisch hochwertigen Flächen.
- Die Heide: typisch für die Heide ist eine niedrige Vegetation, welche vor allem aus Heidekrautgewächsen besteht.
- Wiedervernässung von Flächen, damit die typische Vennflora und -fauna wieder aufkommt.
- Das aktive Hochmoor: mit Wasser durchtränktes Ökosystem, in dem sich Torfmoos anhäuft und so Torf bildet. Torfmoos ist in der Lage, ungefähr das zehnfache seines Eigengewichtes an Wasser zu speichern.